# Borítás
A borítás a heraldikai színezékek összefoglaló neve. A fémek, színek és prémek tartoznak ide. Egyes kutatók a fémeket is színeknek nevezik, néhány mai svájci kutató pedig a mázak közé sorolja a bundabőröket is. A borítások a címerábrák alapját képezik, mely lehet egyféle borítású és többféle borítású alap.
A borítások fontosságát jellemzi, hogy a címer létezhet címerábrák nélkül, de szín nélkül soha. (Ezzel ellentétes volt a lengyel nemesi felfogás, ahol a címert a jelkép és az ábra képezi és nem a mező vagy a szín.) A legrégibb fennmaradt címerábrázolások semmilyen ábrát nem tartalmaznak, hanem általában két borításból állnak. Innen eredeztethetők a későbbi pajzstagolások is. Ez lehetővé tette az azonos borítású címerek megkülönböztetését. A címerpajzs borításából kiindulva a korai heraldikusok eljutottak más bonyolult címertani problémák helyes megértéséig.
A borítás a címerábrák egyik megkülönböztető jegye is, melynek külön funkciója is lehet. Például a cseh Vítkovci klán (köztük a Rožmberk család) nemzetsége családonként különféle színű rózsákat viselt a címerében.
A heraldikában nem használhatók árnyalt színek, csak az alapszínek. Minden borítás egyenértékű, noha korábban a színekhez különféle jelentéstartalmakat társítottak. Noha a címerjavításnál kitüntetésképp adományozott ún. érdemszínek (de. Vorzugsfarben) már nagyon korán is léteztek, de a színszimbolikát csak később hozták létre egyes heraldikusok.
Borítás:
Mázak:
Fémek:
arany, ezüst
Színek:
vörös, kék, zöld, fekete, bíbor és egyéb nemheraldikus színek
Bundabőrök:
Prémek:
hermelin, evet, mál és egyéb ritka prémek
Bőrök:
pillangópikkely, tollpikkely, pikkely és más bőrök